# 中華郵政工會
中華郵政工會（英語：Chunghwa Postal Workers' Union），簡稱郵政工會，前身名為「全國郵務總工會」，1930年2月1日開始辦公，该日後來遂被定為「郵工節」，而現任中華郵政工會的理事長為林榮州。

## 背景
陸京士曾因不滿法國政府欺壓郵務工人而參與工會運動。1928年，在取得杜月笙的同意和投靠下，在郵局中聯絡親信50人結拜兄弟，組成“50股黨”，擴充了自己以及青幫在郵局中的實力。各地相繼成立郵務工會。

## 历史
1929年12月2日，各省市郵務工會代表大會第一次會議召开，成立全國郵務總工會籌備委員會，發表宣言。
1930年1月26日，全國郵務工會籌備委員會在上海舉行第1次常務會議。2月1日，全國郵務總工會開始辦公。
1932年7月25日，全國各地郵務工會代表大會第二次會議在南京召開，全國郵務總工會正式成立。
1936年3月15日，第三次全國郵工代表大會在上海召開，規定2月1日為郵工節。
1947年12月9日第5次全國郵工代表大會在上海舉行，通過「中華民國郵務工會全國聯合會章程」，决定更名為「郵務工會全國聯合會」（簡稱郵聯會）。
1949年5月5日，因臺北市中山堂舉行成立大會正式成立，故更名為「臺灣郵務工會」；2003年7月1日因中華郵政公司化，故更名為現名「中華郵政工會」，並廢除郵聯會的相關制度。
1962年加入國際郵電工會。
2008年，工會曾因中華郵政改名為「台灣郵政公司」而引起爭執，並要求應改回「中華郵政公司」。

## 行動
2015至2016年，中華郵政就曾斥資購入1,863輛燃油機車，平均每輛5萬元，不過因購入的「CPI捷穎機車」故障頻傳且維修點太少，送修至少一個月都還修不好，引起基層郵務士抱怨連連。為了配合行政院宣示2035年禁售燃油機車以及達到節能減碳的目標，因此中華郵政率先租用或採購電動機車，而「中華汽車emoving」所生產之第一台重型商用電動機車因符合中華郵政規範，首批提供1,627輛emoving Post作為郵務車。但是中華郵政工會決定不繼續用原本的電動機車則是性能問題，因為電動機車的電池是固定式的，每天都要充電，且沒有備用電池可替換，引發工會反彈。
2019年，因為PChome取得中華郵政物流中心招租案惹議，致使中華郵政董事長魏健宏（時任交通部政務次長王國材接位）及總經理陳憲着（江瑞堂接位）移除職位。中華郵政工會在2019年5月16日表示號召員工到行政院抗議，盼行政院收回成命，否則不排除發動罷工。
2022年，因應臺灣COVID-19疫情嚴峻而實施的快篩實名制，中央流行疫情指揮中心指揮官陳時中特別委託中華郵政協助配送，但仍有不少民眾因藥局買不到快篩而抱怨。中華郵政工會高雄分會理事長吳進文表示「事實上對我們同仁的工作士氣都受到一些影響，事實上我想這個責任不是我們中華郵政，（不該）給各位員工來承擔」。